# Ільютович Олександр Володимирович
Олександр Ільютович (пол. Aleksandr Iljutowicz, рос. Александр Владимирович Ильютович; 17 вересня 1877 — 26 квітня 1934) — український військовий діяч.

## Біографія
Народився в Кронштадті. Закінчив Інженерне морське училище імператора Миколи Першого Санкт-Петербургу в 1897 році. На службі з 1894 року. У закордонному плаванні на крейсері «Росія» (1897 — 1901). У 1901 році — помічник старішого інженер-механіка. Судовий механік броненосця «Чародійка» (1902 — 1903).

### Механік «Бідового»
Виконуювач обов'язків старішого судового механіка на головному ескадреному міноносці «Бідовий» (1903 — 1905). Учасник Цусимської битви, корабель входив до 1-го загону міноносців ескадри. На паралелі о. Дажелета міноносець був перехоплений японськими есмінцями (так званими винищувачами) «Сазанамі» тп «Кагеро». На той час на кораблі перебував командувач 2-ою ескадрою Тихоокеанського флоту Російської імперії адмірал Зіновій Рожественський. Олександр Ільютович наказав квартирмейстру Соколову затопити есмінець. Флаг-капітан не дав виконати його наказ. Адмірал Рожественський з штабом здалися в полон.

### Служба в Петербурзі
З 1905 року штабс-капітан. У 1906 році виконувач обов'язків судового механіка навчального судна «Рига». З 1910 року підполковник. Протягом 1910 — 1912 років судовий механік навчального судна «Рига».
Одружився з Олександрою Поповою. Діти: Андрій (народжений у 1907 році), Ірина (1909), Зоя (1911).

### Командувач річкової флотилії
Під час Першої світової війни командування вирішило використати на фронтах річкові флотилії. Американська компанія «Муллінс і То» поставила у Російську імперію 18 броньових дозорних катерів типу «Д». 12 з них 26 травня — 11 червня 1916 року направлено у Мозир. Кілька дозорних катерів типу «Н» збудовано на одеському Суднобудівничому заводі К. Ревенського. Базою флотилії був Мозир. Бойові дії велися в районі Пинська.
Олександр Ільютович прибув у річкову флотилію 26 березня 1916 року. Капітан 1 рангу, інженер-механік з 10 квітня 1916 року. З травня 1916 року флагманський інженер-механік Річкової флотилії Окремої морської бригади особливого доручення. Виконувач обов'язків начальника Флотилії річкових катерів на 27 серпня 1917 року. На початок 1917 року родина жила в Петрограді (дача в Шуваловому). З огляду на небезпеку Ільютович вивіз родину в Пинськ. Перебував на службі до приходу німецьких військ. Катери флотилії захоплені німецькими військами в лютому 1918 року. Шестеро з них використовувались німецьким командуванням для патрулювання на Дніпрі. Взимку 1918 року через хворобу, дизентерію (сьогодні відома як шигельоз), лишився в Україні. Олександр Ільютович став головою комісії з питань Мозирської (Пинської) річкової флотилії. З 12 листопада 1918 року очолив Мозирську флотилію Української фльоти. Прип'ять на той час замерзла, тому флотилія не брала участі у війні. Цінне майно було знято з катерів і передане Дійовій армії УНР.
Катера флотилії з 16 березня 1919 року увійшли до складу Дніпровської військової флотилії. Частина катерів використовувалась у Другу світову війну у складі Пинської військової флотилії.

### На польській службі

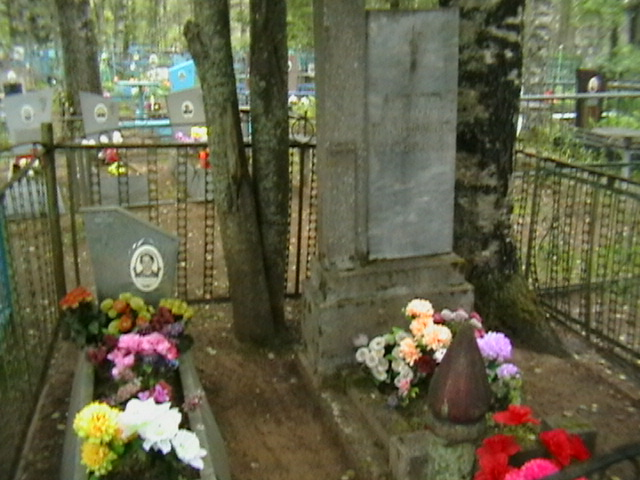
Могили Олександра та Ірини Ільютович.

У 1919 році перейшов на службу до польського флоту і командував Пинською флотилією Польщі. Полковник. Цивільний працівник у майстернях військового порту, інженер. У 1932 — 1934 роках голова конструкторського бюро Пинської флотилії.
Помер у Пинську в 1934 році.
У 1940 році уся родина Ільютовичів арештована НКВС. Андрій Ільютович, офіцер польського війська, розстріляний. Зоя Ільютович згинула на етапах. Олександра і Ірина були заслані до Казахстану.